# 정해왜변
정해왜변(丁亥倭變) 또는 손죽도 왜변(損竹島 倭變)은 1587년 음력 2월 왜구들이 전라도 남해안을 범한 사건이다. 1587년 4월 3일(음력 2월 26일) 한양에 보고가 접수되었다. 왜구와 싸우던 녹도권관(鹿島權管) 이대원(李大源, 1566~1587)이 전사했다. 이후 왜구들은 완도까지 전라도 남해안 섬들을 약탈하며 수군 진영을 공격해서 전라 좌,우수군에 1000여명의 전상자와 100여명의 포로가 발생시켰고 전선 4척을 나포했다. 조정에서는 신립(申砬, 1546~1592)과 변협(邊協, 1528~1590)을 방어사(防禦使)로, 김명원(金命元, 1534~1602)을 전라도순찰사로 삼아 방어하게 했다.
녹도와 손죽도에 왜적 18척이 들어와 행패를 부린다는 급보가 들어오자 당시 전주 부윤으로 있던 남언경은 전주에 낙향하여 있던 정여립에게 도움을 청하였다. 정여립은 옛 정을 생각하여 남언경을 도와 대동계원들을 데리고 출병하였다. 당시 왜구는 별로 수가 많지 않아 대동계원이 녹도에 도착하였을 때 이들은 이미 퇴각한 뒤였다. 그러나 손죽도에 정박하고 있던 왜구를 발견하여 기습 공격, 미처 떠나지 못한 왜구들을 전멸시켰다.
사태가 종료된 뒤 4월 17일(음력 3월 10일) 비변사에서는 전라좌수사 심암에게 초기에 적극적으로 왜구에게 대응하지 않고 왜구와 싸우던 부하인 이대원에게 지원군을 보내지 않아 전사하게 만든 점. 침략한 왜구의 규모와 피해 규모를 거짓으로 알린 점. 등을 이유로  전라우수사 원호는 가리포진이 왜구에게 전선 4척을 나포 당했던 책임을 물어 두 사람을 국문하였고 그 가운데 전라 좌수사 심암은 처형되었다.
이때 왜구의 앞잡이를 선 자가 조선인 사을화동(沙乙火同)이다. 3년 뒤인 1590년 4월 2일(음력 2월 28일) 조선 통신사를 파견하는 조건으로 사을화동과 함께 왜구 두목들인 신삼보라(信三甫羅, 신사부로)·긴요시라(緊要時羅, 긴지로?)·망고시라(望古時羅, 마고시로) 를 조선으로 송환, 모두 처형하였다.
'손죽도'(損竹島)에는 정해왜변에서 전사한 이대원 장군의 사당이 있으며, 주민들은 해마다 3월 3일에 제를 지낸다.

## 관련 논문
김덕진, 〈1587년 損竹島 倭變과 壬辰倭亂〉, 《동북아역사논총》 29, 동북아역사재단, 2010년